# Ruby Crest Trail
Le Ruby Crest Trail est un sentier de randonnée du comté d'Elko, dans le Nevada, aux États-Unis. Il est classé National Recreation Trail depuis 1979.